# 爱国青年
爱国青年（缩写为KM），又译民族主义青年，是菲律宾的一个秘密的社会主义青年组织。该组织于1972年被菲律宾政府取缔，自那时起它一直处于地下。

## 历史
爱国青年起源于菲律宾大学学生文化协会（Students' Cultural Association of UP），最初由何塞·马利亚·西松、尼罗·S·塔亚格（Nilo S.Tayag）和其他人作为菲律宾共产党的青年组织于1964年11月30日（滂尼发秀日，强调安德烈·滂尼发秀1896年菲律宾革命的连续性）建立。 西松设想青年团体是革命者，他们将建立一个由工人阶级领导而不是寡头政治家领导的国家。民族主义参议员洛伦佐·田纳达在爱国青年第一次全国代表大会上发表闭幕演讲，并担任顾问和荣誉成员。“爱国青年”组织青年反对越南战争、费迪南德·马科斯、帝国主义、官僚资本主义和封建主义。该组织还率先将毛泽东思想研究作为斗争的一部分。
西松于1968年重建菲律宾共产党，爱国青年随后成为其青年翼。 它也是建立菲律宾民族民主阵线的团体之一。菲律宾政府估计，爱国青年顶峰时拥有10,000至30,000名成员。
爱国青年处于一季风暴前线，这是菲律宾的一次公民骚乱期，由1970年1月至3月反对费迪南德·马科斯政府的一系列暴力示威、抗议和游行组成。抗议活动和随后的暴力事件成为导致1972年宣布戒严令的主要因素。
阿斯托加-加西亚（Astorga-Garcia）说：
爱国青年的目标是通过与工人、农民、进步知识分子、专业人士和民族资产阶级联合，打动和动员群众，以实现民族自由和民主，打破这种垄断势力。这个观点比其他任何事情都更能说明其纲领中持续存在的反美帝国主义和反地主语气、爱国青年的公告和抗议的群众行动。这就解释了为什么要取消平价协议，取消劳雷-兰利协议、基地条约、军事援助条约、共同防御条约——简而言之，就是消除菲律宾和美国的特殊关系。爱国青年在这些和其他重要国家问题上的立场始终是其成员所追求的，他们的战斗精神没有其他青年组织可与相提并论。这就是为什么军方很久以前就开始了一场同样激进的仇视爱国青年运动（hate-KM campaign），尽管时常荒谬而愚蠢。在爱国青年参与的示威中，当暴力事件发生时，军事当局迅速指认爱国青年是暴力的煽动者。